# أمل دنقل
أَمَل دُنْقُل شاعر مصري مشهور قومي عربي، ولد في أسرة صعيدية في عام 1940 بقرية القلعة، مركز قفط بمحافظة قنا في صعيد مصر. وتوفي في 21 مايو عام 1983م عن عمر 43 سنة. زوجته هي الصحفية عبلة الرويني.

## ولادته
هو محمد أمل فهيم أبو القسام محارب دنقل. ولد أمل دنقل عام 1940م في أسرة صعيدية بقرية القلعة، مركز قفط على مسافة قريبة من مدينة قنا في صعيد مصر، وقد كان والده عالما من علماء الأزهر الشريف مما أثّر في أمل دنقل ومنثوراته بشكل واضح.
سُمّي أمل دنقل بهذا الاسم لأنه ولد بنفس السنة التي حصل فيها والده على إجازة عالمية فسمّاه أَمَلًا تيمّنا بالنجاح الذي حققه (واسم أمل شائع بالنسبة للبنات في مصر).[بحاجة لمصدر]

## أثر والد أمل دنقل عليه
ورث أمل دنقل عن والده موهبة الشعر فقد كان يكتب الشعر العمودي، وأيضا كان يمتلك مكتبة ضخمة تضم كتب الفقه والشريعة والتفسير وذخائر التراث العربي مما أثر كثيراً في أمل دنقل وساهم في تكوين اللبنة الأولى لهذا الأديب. فقد أمل دنقل والده وهو في العاشرة من عمره مما أثر عليه كثيراً واكسبه مسحة من الحزن تجدها في كل أشعاره.

## حياته
رحل أمل دنقل إلى القاهرة بعد أن أنهى دراسته الثانوية في قنا وفي القاهرة التحق بكلية الآداب ولكنه انقطع عن الدراسة منذ العام الأول لكي يعمل.
عمل أمل دنقل موظفاً بمحكمة قنا وجمارك السويس والإسكندرية ثم بعد ذلك موظفاً في منظمة التضامن الأفروآسيوي، ولكنه كان دائماً ما يترك العمل وينصرف إلى كتابة الشعر. كمعظم أهل الصعيد، شعر أمل دنقل بالصدمة عند نزوله إلى القاهرة أول مرة، وأثّر هذا عليه كثيراً في أشعاره ويظهر هذا واضحاً في أشعاره الأولى.
مخالفاً لمعظم المدارس الشعرية[مبهم] في الخمسينيات استوحى أمل دنقل قصائده من رموز التراث العربي،[محل شك] وقد كان السائد في هذا الوقت التأثر بالميثولوجيا الغربية عامة واليونانية خاصة. عاصر أمل دنقل عصر أحلام العروبة والثورة المصرية مما ساهم في تشكيل نفسيّته وقد صُدِم ككل المصريين بانكسار مصر في عام 1967 وعبّر عن صدمته في رائعته «البكاء بين يدي زرقاء اليمامة» ومجموعته «تعليق على ما حدث».[بحاجة لمصدر]
شاهد أمل دنقل بعينيه النصر وضياعه وصرخ مع كل من صرخوا ضد معاهدة السلام، ووقتها أطلق رائعته «لا تصالح» والتي عبّر فيها عن كل ما جال بخاطر كل المصريين، ونجد أيضاً تأثير تلك المعاهدة وأحداث شهر يناير عام 1977م واضحاً في مجموعته «العهد الآتي». كان موقف أمل دنقل من عملية السلام سبباً في اصطدامه في الكثير من المرّات بالسلطات المصرية وخاصة أن أشعاره كانت تُقال في المظاهرات على ألسن الآلاف.
عبّر أمل دنقل عن مصر وصعيدها وناسها، ونجد هذا واضحاً في منثورته «الجنوبي» في آخر مجموعة نثرية له «أوراق الغرفة 8»، حيث عرف القارئ العربي كتاباته من خلال ديوانه الأول «البكاء بين يدي زرقاء اليمامة» الصادر عام 1969 الذي جسّد فيه إحساس الإنسان العربي بنكسة 1967 وأكّد ارتباطه العميق بوعي القارئ ووجدانه.

## دواوينه
صدرت له ستة دواوين هي:
- البكاء بين يدي زرقاء اليمامة - بيروت 1969.
- تعليق على ما حدث - بيروت 1971.
- مقتل القمر - بيروت 1974.
- العهد الآتي - بيروت 1975.
- أقوال جديدة عن حرب بسوس - القاهرة 1983.

- أوراق الغرفة 8 - القاهرة 1983.
- أحاديث في غرفة مغلقة - القاهرة 1979.

## مرضه الأخير
أُصيب أمل دنقل بالسرطان وعانى منه لمدة تقرب من ثلاث سنوات وتتضح معاناته مع المرض في مجموعته «أوراق الغرفة 8» وهو رقم غرفته في المعهد القومي للأورام والذي قضى فيه ما يقارب الأربع سنوات، وقد عبّرت منثورته «السرير» عن آخر لحظاته ومعاناته، وهناك أيضاً منثورته «ضد من» التي تتناول هذا الجانب، والجدير بالذكر أن آخر منثورة كتبها دنقل هي «الجنوبي».
لم يستطع المرض أن يوقف أمل دنقل عن الكتابة حتى قال عنه أحمد عبد المعطي حجازي: «إنه صراع بين متكافئين، الموت والشعر.»[بحاجة لمصدر]
رحل أمل دنقل عن دنيانا في يوم السبت الموافق 21 مايو عام 1983م لتنتهي معاناته في دنيانا مع كل شيء. كانت آخر لحظاته في الحياة برفقة د.جابر عصفور وعبد الرحمن الأبنودي صديق عمره، مستمعاً إلى إحدى الأغاني الصعيدية القديمة، أراد أن تتم دفنته على نفقته لكن أهله تكفّلوا بها.

## كتب ومؤلفات عن أمل دنقل
1. حسن الغرفي ـ أمل دنقل: عن التجربة والموقف ـ مطابع أفريقيا الشرق، الدار البيضاء 1985.
2. السماح عبد الله – مختارات من شعر أمل دنقل – مكتبة الأسرة، القاهرة 2005
3. عبلة الرويني ـ الجنوبي: أمل دنقل ـ مكتبة مدبولي ـ القاهرة 1985.
4. جابر قميحة ـ التراث الإنساني في شعر أمل دنقل ـ هجر للطباعة والنشر والتوزيع والإعلان ـ القاهرة 1987.
5. سيد البحراوي ـ في البحث عن لؤلؤة المستحيل ـ سلسلة «الكتاب الجديد» ـ دار الفكر الجديد ـ بيروت 1988.
6. نسيم مجلي – أمل دنقل أمير شعراء الرفض، كتاب المواهب القاهرة 1986
7. عبد السلام المساوي ـ البنيات الدالة في شعر أمل دنقل ـ منشورات اتحاد الكتاب العرب ـ دمشق 1994.
8. اخلاص فخري عمارة - إستلهام القرآن الكريم في شعر أمل دنقل - دار الأمين للطباعة والنشر - 2001.
9. عِمْ صباحاً أيها الصَّقر المجنَّح: دراسة في شعر أمل دنقل، حلمي سالم.
10. رجاء النقاش، ثلاثون عاما مع الشعر والشعراء، دار سعاد الصباح، ط1992،1، 225-245.
11. جمالية التقرير في شعر أمل دنقل، بحث في مجلة فصول، العدد91 سنة 2016، د.علي عبد رمضان
12. تجربة المرض بين سلڤيا بلاث وأمل دنقل : مثل من دراسات التوازي، مجلة البصائر، 1997، خليل الشيخ.
13. بلاغة الموت، أمل دنقل في مرايا حجازي ودرويش، مجلة اتحاد الجامعات العربية للآداب، المجلد الأول، عدد 13، 2016، خليل الشيخ.

## وصلات خارجية
- أمل دنقل على موقع أرشيف الشارخ.
- الاعمال الشعرية الأمل دنقل على بوابة الشعراء
- عرض لكتاب الأعمال الشعرية الكاملة
- صفحة الشاعر أمل دنقل على موقع أبجد
- صفحة اقتباسات الشاعر أمل دنقل على موقع أبجد